# Heilig-Kreuz-Kirche (Ansbach)

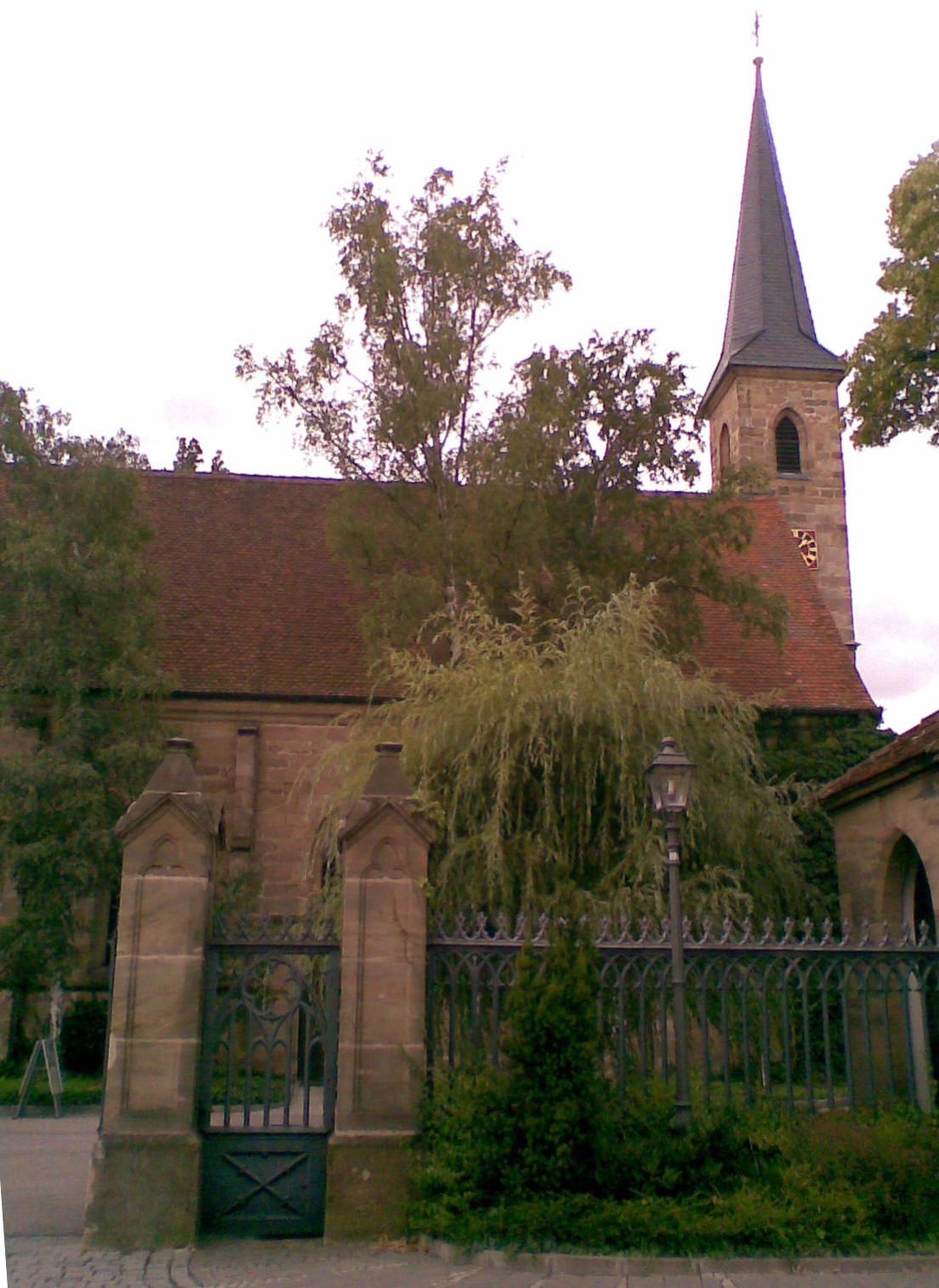
Heilig Kreuz, Nordseite

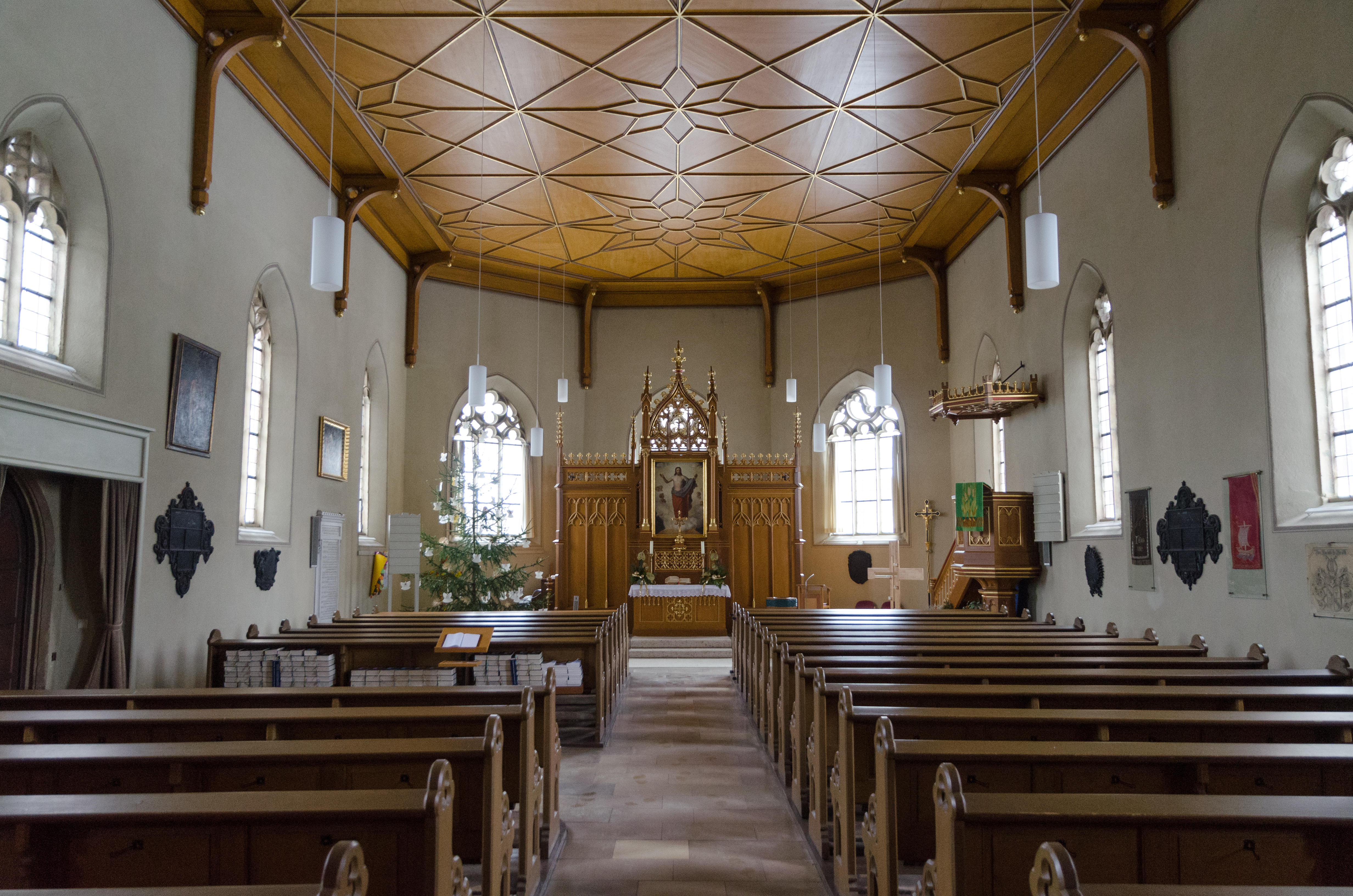
Innenansicht, Osten

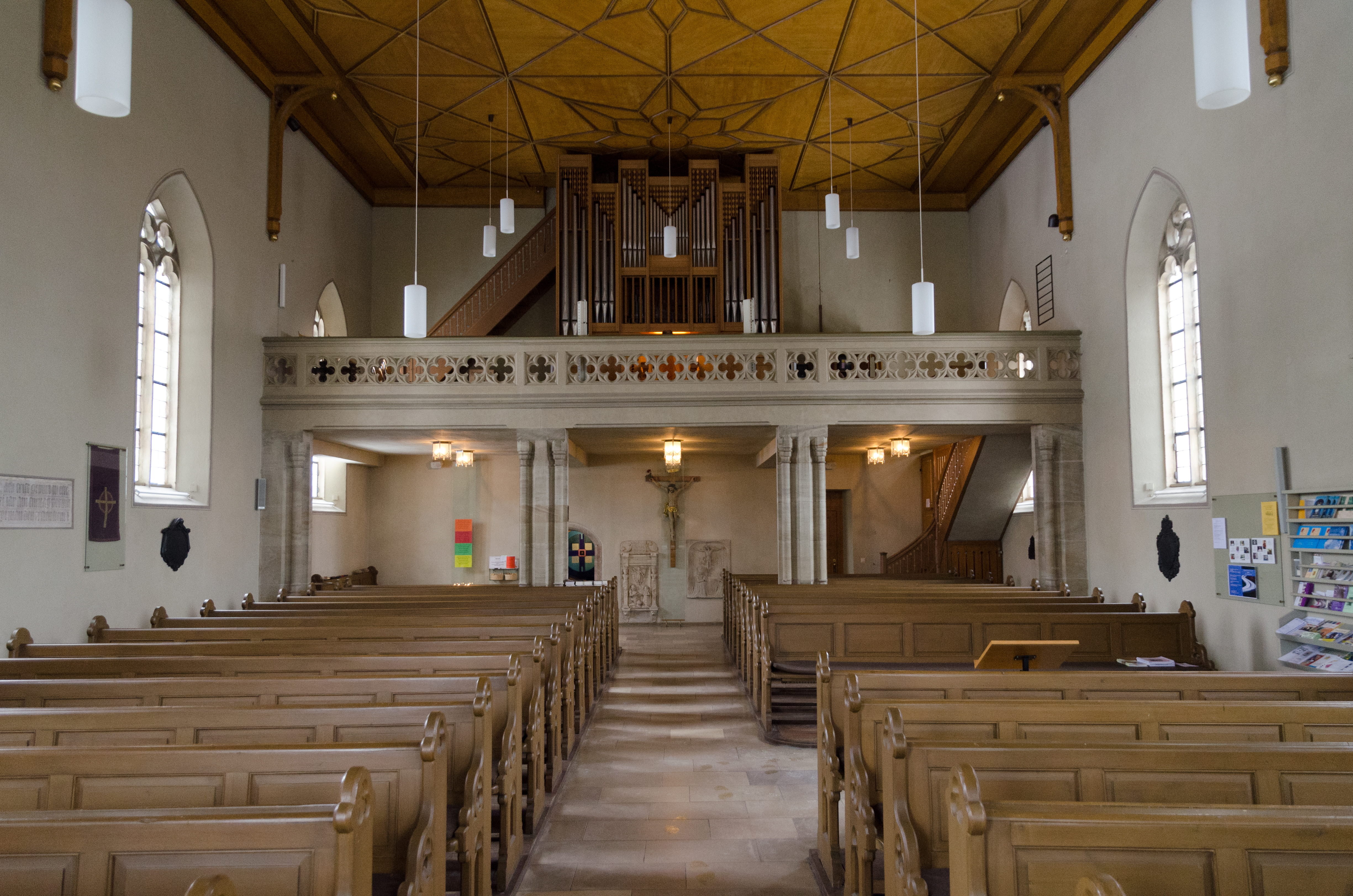
Innenansicht, Westen

Heilig Kreuz ist eine nach dem Heiligen Kreuz benannte evangelisch-lutherische Kirche in Ansbach (Dekanat Ansbach).

## Kirchengemeinde
1461/78 wurde Heilig Kreuz südlich von Ansbach als Pilgerkapelle im spätgotischen Stil errichtet. Nachdem die Pest in Ansbach im Jahr 1519 ausbrach und viele Tote forderte, wurde 1521 der Friedhof außerhalb der Stadt verlegt und die Pilgerkirche zur Friedhofskirche umgewidmet. 1601/12 wurde die Kirche nach Norden und Osten erweitert und der Turm aufgestockt. Seit 1992 besteht die Pfarrei Heilig Kreuz. Der Sprengel umfasst den südlichen Teil von Ansbach.

## Kirchengebäude
Das Langhaus hat einen rechteckigen Grundriss und gegen Osten einen 5/8-Schluss. An der Süd- und Nordseite hat dieser fünf Achsen mit Strebepfeilern und zweiteilige außen tief gekehlte mit Fischblasen- und anderem Maßwerk versehene Fenster. Der 5/8-Schluss hat an seinen drei Seiten ebenfalls Strebepfeiler und dreiteilige Fenster gleicher Bauart. An der Nordwest- und Südostecke gibt es jeweils einen Strebepfeiler. Das Spitzbogenportal befindet sich mittig an der Nordseite. Das Langhaus hat ein Satteldach, das gegen Osten abgewalmt ist. Der viergeschossige Turm mit quadratischem Grundriss schließt sich an der fensterlosen Westseite des Langhauses etwas südlich versetzt an. Im dritten Geschoss hat er Spitzbogenfenster an der Ost- und Westseite, und Ziffernblätter an der Süd- und Nordseite. Das Glockengeschoss hat zu allen Seiten Spitzbogenschallöffnungen. Der Turm schließt mit einem oktogonalen Spitzhelm ab, auf dem ein Kruzifix angebracht ist. Im Turm hängen Glocken, die 1925 von Gießerei Hamm in Regensburg hergestellt wurden.
Der einschiffige Saal hat eine flache Holzdecke mit sternenförmiger Ornamentierung, die von Franz Herterich (1798–1876) gestaltet wurde. An der Westseite ist eine Empore aus Stein eingezogen, die als Aufstellungsort für die Kirchenorgel dient. Die Altarwand aus Holz an der Ostseite des Saals wurde ebenfalls von Franz Herterich im gotischen Stil gestaltet. Das Altarbild vom Ansbacher Maler Georg Friedrich Bischoff (1819–1873) zeigt den auferstandenen und segnenden Christus. Rechts vor dem Altar steht der Taufstein, der von Reinhart Fuchs geschaffen wurde. An der Südwand ist eine Holzkanzel angebracht. An der Westwand sind zwei Epitaphien aus Solnhofer Stein eingemauert: 1) Friedrich von Haldermannstetten († 1585). Das Relief zeigt den Verstorbenen mit beiden Frauen unter Christus mit der Siegesfahne. Die Architektur-Rahmung ist mit Atlanten und Inschrift ausgestattet. 2) Relief einer Stifterfamilie unter dem Gekreuzigten, die wohl Ende des 16. Jahrhunderts entstanden ist. An den übrigen Wänden des Saales und an den Pfeilern der Empore sind Bronze-Epitaphien mit Wappen und Inschriften des 15.–17. Jahrhunderts angebracht.

## Orgel
Im Jahr 1981 baute die Firma Weigle, Echterdingen, die Orgel. Das Instrument hat eine mechanische Traktur mit Schleifladen und verfügt über 16 Register, die sich auf zwei Manuale und Pedal verteilen. Die Disposition lautet wie folgt:
| I Hauptwerk C–a3 |               |       |
| 01.              | Rohrflöte     | 8′    |
| 02.              | Principal     | 4′    |
| 03.              | Oktave        | 2′    |
| 04.              | Quinte        | 1 ⁄3′ |
| 05.              | Mixtur III–IV | 1 ⁄3′ |
| 06.              | Cromorne      | 8′    |
|                  | Tremulant     |       |

| II Brustschwellwerk C–a3 |             |        |
| 07.                      | Koppelflöte | 8′     |
| 08.                      | Gedackt     | 4′     |
| 09.                      | Nasard      | 2 ⁄3′  |
| 10.                      | Waldflöte   | 2′     |
| 11.                      | Terz        | 1 3⁄5′ |
| 12.                      | Oktävlein   | 1′     |
|                          | Tremulant   |        |

| Pedal C–f1 |          |     |
| 13.        | Subbass  | 16′ |
| 14.        | Gemshorn | 8′  |
| 15.        | Oktave   | 4′  |
| 16.        | Fagott   | 16′ |

- Koppeln: II/I, I/P, II/P